# ɺ
Cette page contient des caractères spéciaux ou non latins. S’ils s’affichent mal (▯, ?, etc.), consultez la page d’aide Unicode.
ɺ (uniquement en minuscule), appelé r prolongé culbuté, est une lettre additionnelle de l’alphabet latin qui est utilisée dans l'alphabet phonétique international pour représenter une consonne battue latérale alvéolaire voisée. Elle peut être composée de la partie inférieure du r culbuté ‹ ɹ › et de l’ascendante du l ‹ l › ou d’un r prolongé ‹ ɼ › culbuté.

## Utilisation
Daniel Jones et Solomon Tshekisho Plaatje utilise le r prolongé culbuté ‹ ɺ › dans un ouvrage d’apprentissage du tswana publié en 1916 et écrit avec un alphabet basé sur l’alphabet phonétique international. A. Lloyd James et G. P. Bargery utilise aussi ce symbole dans une transcription basée sur l’API dans un article sur la prononciation du haoussa. Archibald Norman Tucker utilise le symbole dans un ouvrage sur les langues sotho-tswana publié en 1929.
Adopté dans l’alphabet phonétique international en 1928, le r prolongé culbuté [ɺ] est un symbole utilisé pour représenter une consonne battue latérale alvéolaire voisée, une consonne entre la spirante alvéolaire voisée [ɹ] et la spirante latérale alvéolaire voisée [l].
Dans le Linguistic Atlas of the Middle and South Atlantic States celui-ci décrit une consonne [l] battue, formée comme un [ɾ] avec une constriction latérale.

## Représentations informatiques
Le r prolongé culbuté peut être représenté avec les caractères Unicode (Alphabet phonétique international) suivants :
| formes    | représentations | chaînes de caractères | points de code | descriptions                               |
| --------- | --------------- | --------------------- | -------------- | ------------------------------------------ |
| minuscule | ɺ               | ɺ                     | U+027A         | lettre minuscule latine r prolongé culbuté |